# رينيه بونيت
رينيه بونيت (بالفرنسية: René Bonnet )‏ (و. 1904 – 1983 م) هو مهندس، وسائق سيارة سباق، من فرنسا، توفي عن عمر يناهز 79 عاماً.

## روابط خارجية
- رينيه بونيت على موقع DriverDB.com (الإنجليزية)